# Oreste Palella
Oreste Palella (Messina, 19 agosto 1912 – Roma, 18 novembre 1969) è stato un attore, regista e sceneggiatore italiano.

## Biografia
Oreste Palella debutta nel cinema nella seconda metà degli anni quaranta in qualità di regista e sceneggiatore di drammi e avventure. Tra gli attori che diresse, Silvana Pampanini e Massimo Girotti.
Intorno alla prima metà degli anni sessanta Oreste Palella lascia l'attività registica in favore di quella di attore, interpretando quasi sempre personaggi stereotipati sulla sua figura di uomo autoritario e dal volto rude, prendendo parte anche ad alcuni film di successo come Sedotta e abbandonata.
Oreste Palella è morto a Roma nel 1969.

## Filmografia

### Attore
- Sedotta e abbandonata, regia di Pietro Germi (1964)
- Sedotti e bidonati , regia di Giorgio Bianchi (1964)
- Le belle famiglie, regia di Ugo Gregoretti (1964)
- La guerra segreta, regia di Christian-Jaque, Werner Klingler, Carlo Lizzani e Terence Young (1965)
- Un gangster venuto da Brooklyn, regia di Emimmo Salvi (1966)
- Due mafiosi contro Al Capone, regia di Giorgio Simonelli (1966)
- Operazione Goldman, regia di Antonio Margheriti (1966)
- I due vigili, regia di Giuseppe Orlandini (1967)
- Assicurasi vergine, regia di Giorgio Bianchi (1967)
- Serafino, regia di Pietro Germi (1968)
- I due deputati, regia di Giovanni Grimaldi (1969)

### Regista
- Ritrovarsi (1947)
- Caterina da Siena (1947)
- Il richiamo nella tempesta (1950)
- Cristo è passato sull'aia (1953)
- Non vogliamo morire (1954)
- Io, Caterina (1957)
- Jessica (1962)
- Mafia alla sbarra (1963)

### Sceneggiatore
- Caterina da Siena (1947)
- Il richiamo nella tempesta (1950)
- Rapina al quartiere Ovest (1960)
- Il gigante di Metropolis (1961)
- I tartari (1961)

## Doppiatori italiani
- Mario Frera in Sedotti e bidonati
- Nino Milano in La guerra segreta
- Ignazio Balsamo in I 2 vigili
- Roberto Bertea in Serafino